# Dilermando de Aguiar

Dilermando de Aguiar es un municipio brasileño del estado de Rio Grande do Sul. Su población estimada para el año 2004 era de 3.308 habitantes. Adquirió el estatus de municipio el 28 de diciembre de 1995 después de escindirse de Santa María.